# جينيفر كوك
جينيفر كوك (بالإنجليزية: Jennifer Cooke)‏ هي ممثلة أمريكية، ولدت في 19 سبتمبر 1964 بنيويورك في الولايات المتحدة.

## أعمال

### أفلام
- (1986) يوم الجمعة الثالث عشر الجزء السادس حياة جيسن
- (1988) يوم الجمعة الثالث عشر الجزء السابع الدم الجديد

## وصلات خارجية
- جينيفر كوك على موقع IMDb (الإنجليزية)
- جينيفر كوك على موقع قاعدة بيانات الفيلم (الإنجليزية)
- جينيفر كوك على موقع كينوبويسك (الروسية)